# Diócesis de Trim
La diócesis o abadía nullius de Trim o de Ath Truim (en latín: Dioecesis Atrimensis, en inglés: Diocese of Trim y en irlandés: Deoise na Ath Truim) fue una circunscripción eclesiástica de la Iglesia católica en Irlanda. Se trataba de una abadía nullius latina, sufragánea de la arquidiócesis de Armagh. Fue suprimida en probablemente en 1111 y restaurada como diócesis titular en 1969 como diócesis de Trim o Ath Truim. Desde el 14 de junio de 2014 su obispo titular es John Joseph O'Hara.

## Territorio y organización
La abadía nullius extendía su jurisdicción sobre los fieles católicos de rito latino residentes en el pequeño reino de los Cenél Lóegairi, en la provincia de Leinster.
La sede de la abadía nullius se encontraba en la localidad de Trim en el condado de Meath, siendo destruida en el siglo XII. En su lugar luego fue construida la abadía de Santa María, mandada a destruir por el rey Enrique VIII de Inglaterra. En el lugar en 1803 se construyó la Catedral de San Patricio, perteneciente a la Iglesia de Irlanda.

## Historia

Mapa que muestra el Reino de Mide circa 900

La sede monástica de Trim fue fundada por san Patricio en el siglo V, quien consagró a su sobrino san Luman como primer obispo, bautizó a san Forcherne como segundo obispo y nombró a Cormac como cuarto obispo.
Hasta el siglo XII la Iglesia en Irlanda estaba más bien dividida en distritos eclesiásticos que estaban bajo el control de los monasterios y los obispos no tenían jurisdicciones propias, sino sedes monásticas. Esto también explicaría cómo en el primer milenio Trim aparece entre las sedes menores asociadas a la sede de Clonard, que era la sede principal.
Algunas fuentes sitúan su supresión en 1152, que fue cuando tuvo lugar el Sínodo de Kells, sin embargo, Trim no figura entre las diócesis establecidas por el Sínodo de Ráth Breasail en 1111, por lo que fue una de las sedes monásticas que no sobrevivieron a la reorganización de la Iglesia irlandesa en el siglo XII y su territorio se debió haber incorporado a la diócesis de Clonard en ese sínodo.
Los obispos de Clonard se trasladaron a Trim en 1202, siendo renombrada su sede como diócesis de Meth. En el sitio de la antigua abadía fue construida una catedral en el siglo XV.

### Diócesis titular
Desde 1969 Trim figura entre las sedes episcopales titulares de la Iglesia católica como diócesis de Trim o Ath Truim. Desde el 14 de junio de 2014 su obispo titular es John Joseph O'Hara, obispo auxiliar emérito de la arquidiócesis de Nueva York.

## Episcopologio
- San Luman † (siglo V)
- San Forcherne † (siglo V)
- San Cathald (o Cathlaid) † (siglo V)
- Cormac I † (460-480 nombrado arzobispo de Armagh)
- San Cormac II † (?-741 falleció)
- Suibhne † (?-791 falleció)
- Ceanfoilly † (?-819 falleció)

### Obispos titulares
- Miguel Fenelon Câmara Filho † (9 de enero de 1970-24 de noviembre de 1976 por sucesión arzobispo de Maceió)
- Michael Mary O'Shea, O.S.M. † (19 de noviembre de 1990-30 de mayo de 2006 falleció)
- Gregory O'Kelly, S.I. (6 de julio de 2006-15 de abril de 2009 nombrado obispo de Port Pirie)
- John Joseph O'Hara, desde el 14 de junio de 2014